# 黃厚源
黃厚源（1918年—2022年11月），福建晋江（今石狮市）人，到臺灣後長年在楊梅中學擔任地理教師，編纂國立編譯館地理教科書、發行地理教學與鄉土刊物《人與地學訊》，退休後編撰地方誌與推行鄉土教育。

## 生平

### 早年事蹟
黃厚源一說為1918年生，另一說為1920年生。他出生于晋江县龟湖乡埔仔村（在今石狮市宝盖镇），上海持志學院畢業，抗戰期間在泉州任小學教師與記者。
妻子陳晉祝為小學教師，泉州市鲤城区人，與丈夫生兩子。
1946年，黃厚源與大批知識青年來台灣謀職。他以教育行政人員普考分發至臺東縣政府，由縣長謝真提攜任教育科社教股長兼山地指導室文化股長。
黃厚源擔任臺東縣府山地輔導人員期間，由於工作需要，可至縣內所有的山地村查訪，包括1947年前舊名紅頭嶼的蘭嶼。1946年12月，他訪察紅頭嶼時聽見當地鄉公所職員反映島名不雅，易聯想是红虫、红头道士。他遂在返回本島後以當地特有的蝴蝶蘭改島名為蘭嶼，簽報後不僅獲縣長同意，繼陳報當時的臺灣省行政長官公署民政處亦定案。1947年1月29日以民（一）字8336号通报核准施行。黃厚源後回憶道，紅頭嶼是漂亮的小島，他取此名是為了更具詩情畫意。

### 教授地理
1948年，黃厚源轉調新竹縣山地職業補習學校校長兼五峰鄉五峰國民學校校長。1949年，他轉調至關西鎮關西農校。由於他對地理有興趣，他先後取得初中地理教師資格，兩年後再取得高中地理教師資格。
自1952年，黃厚源到桃園縣楊梅中學任教地理課後，教課一反當時觀點，以本土為課程出發點，首堂課帶學生進行戶外教學用地圖認識生活周遭環境，還會編口訣教導桃園十三鄉鎮概述。他上地理課時可只拿一枝粉筆，將某國或某地區地繪出，然後詳細講出其地理背景。黃厚源將教學心得寫成 《地理新教法實例》，起初因知名度不足只能自費出版，後獲得不少學校地理教師的回響，於是由三民書局。1973年到1983年，黃厚源參與國立編譯館編訂的標準本地理教科書。他會把《人與地書訊》的文章彙整集結成書出版，如1976年《世界遨遊》、1978年《中國的心臟》、1979年《地理與教學》、1981年《根的地理》等。
黃厚源主張地理就是人與土地的關係，說自己進入楊梅中學後更感受鄉土教育，興起出版《人與地書訊》的念頭。他認為地理可以讓一個人的視野更為宏觀、更懂得善待大地、關愛人群。起初這刊物僅4開大小，主要講地理教學與地理知識，以每半年出1張寄給同行作補助教材。1975年9月1日，《人與地書訊》創刊。黃厚源除僅自己編寫外，還自費將此刊物郵寄各校圖書館、文史機構及友人。

### 編篡方志
1984年，黃厚源退休，受縣府邀請編撰《桃園縣志》，在各地作田野調查。但因內容無法通過審查，最終無法正式出版。1985年起，黃厚源在子女贊助下，與妻子回到家鄉、環遊世界。
1987年，《人與地書訊》第24期改名《人與地學訊》。1994年，黃厚源將《人與地學訊》第35期起內容改變轉向鄉土性，偏重桃園縣。由於黃厚源不會客語，在鄉土訪查時就透過學生翻譯。《人與地學訊》36期起，他刊物送分國小、國中。
1995年，黃厚源將環遊世界的遊記與《人與地學訊》文章，集結成書《採風探勝五洲行 — 一個地理人的遊記》。5月4日，桃園縣立文化中心舉行文藝節慶祝大會，黃厚源、王漢金、戚宜君、孫復文等10名作家獲褒揚。
1997年起，楊梅鎮青年志工服務協會開辦「認識楊梅鄉土之旅」等活動，教導學生認識鄉土文史、地理，文化課程，就邀請黃厚源協助。1999年，黃厚源在楊梅鎮青年志工服務協會下協助下，將走訪楊梅35處里蒐集來的資料與照片出版《話我家鄉楊梅鎮》，供鄉親免費索取。
儘管《人與地學訊》偶然有熱心人士贊助，但黃厚源因年邁力衰，便宣布2001年3月第50期後停刊。《人與地學訊》最盛期達到4000多份，印刷費用曾高達達新台幣5到6萬。楊梅國中校長張永鄰就在郵局見過黃厚源一人在麻布郵袋前忙上一整天。2001年3月15日，楊梅鎮青年志工服務協會陳增元、楊梅國中校長張永鄰、瑞梅國小鄔翠璊、楊梅國小陳秋瑩、彭桂香及水美國小吳秀榮教師等人於楊梅國中宣佈擬以社團方式接續《人與地學訊》。6月10日，他們成立桃園縣人與地鄉土文化研究學會，以接續刊物。
2003年2月25日，在桃園縣長朱立倫宣布下，聘鍾肇政、黃厚源、黃敏恭等作《桃園縣志》編纂委員，以編修1952年後的桃園縣史，並由廖本洋擔任總主持人。
在文資保護方面，黃厚源也參與保留楊梅的土牛溝、呂家聲宅。2005年10月26日，鍾肇政、黃厚源、廖秀年、馬玉芳、巴義慈、葉雪雄、簡麒標、劉慶茂、謝文和、傅木枝在縣府受頒第一屆桃園奉獻獎。
2011年，黃厚源主編的《過往今來話埔心》出版。2014年，他以曾任關西高中教師身分，參加新竹縣關西鎮鄉土文化協會編篡《牛欄河畔》社區報，是裡面最高齡的編寫者。

### 晚年榮譽
《人與地學訊》延續到2019年10月第87期才結束。
黃厚源的貢獻，也獲得客家學者徐貴榮以「雖然佢係外省學老（閩南）人，毋過比本地人還較關懷地方」等話讚許。2020年10月21日，客家委員會主任委員楊長鎮、財團法人客家公共傳播基金會董事長陳邦畛至楊梅區，對黃厚源頒發一等客家事務獎。2022年5月11日，桃園市長鄭文燦在市政會議，頒發客家貢獻獎傑出成就獎公共推廣類給黃厚源。對別人的讚許，黃厚源說自己只是一個微小的人，無非想為地方上盡點力。
黃厚源早晚都每練香功，晚年依然身體硬朗。2022年11月，以虛歲105歲去世。

## 外部連結
- 官方网站